# Мафра
Ма́фра (порт. Mafra; МФА: [ˈma.fɾɐ]) — муніципалітет і містечко в Португалії, в окрузі Лісабон. Розташований у західній частині країни, на березі Атлантичного океану, на теренах історичної португальської провінції Ештремадура. Належить до Лісабонського патріархату Католицької церкви в Португалії. Права міського самоврядування має з 1189 року. Поділяється на 11 парафій. За адміністративним поділом, чинним до 1976 року, був складовою провінції Ештремадура. Площа муніципалітету — 291,66 км², населення муніципалітету — 76685 ос. (2011); густота населення — 262,93 осіб/км²
. Патрон — святий Андрій. Святковий день муніципалітету — 1-й четвер після Вознесіння. Поштовий індекс — 2640.  Код місцевої адміністративної одиниці — 1109. Складова статистичного регіону Лісабон.

## Географія
Мафра розташована на заході Португалії, на заході округу Лісабон.
Відстань до Лісабона — 28 км.
Мафра межує на півночі з муніципалітетом Торреш-Ведраш, на північному сході — з муніципалітетом Собрал-де-Монте-Аграсу, на сході — з муніципалітетом Арруда-душ-Вінюш, на південному сході — з муніципалітетом Лореш, на півдні — з муніципалітетом Сінтра. На заході омивається водами Атлантичного океану.

## Історія
1189 року португальський король Саншу I надав Мафрі форал, яким визнав за поселенням статус містечка та муніципальні самоврядні права.
У 1717—1755 роках король Жуан V збудував Мафрський палац, що став відомим за межами Португалії.

## Населення
| Кількість мешканців | Кількість мешканців | Кількість мешканців | Кількість мешканців | Кількість мешканців | Кількість мешканців | Кількість мешканців | Кількість мешканців | Кількість мешканців | Кількість мешканців | Кількість мешканців | Кількість мешканців | Кількість мешканців | Кількість мешканців | Кількість мешканців |
| ------------------- | ------------------- | ------------------- | ------------------- | ------------------- | ------------------- | ------------------- | ------------------- | ------------------- | ------------------- | ------------------- | ------------------- | ------------------- | ------------------- | ------------------- |
| 1864                | 1878                | 1890                | 1900                | 1911                | 1920                | 1930                | 1940                | 1950                | 1960                | 1970                | 1981                | 1991                | 2001                | 2011                |
| 22 511              | 22 773              | 24 222              | 25 021              | 27 163              | 27 108              | 29 750              | 32 341              | 36 485              | 35 739              | 34 112              | 43 899              | 43 731              | 54 358              | 76 685              |

## Парафії
- Азуейра
- Віла-Франка-ду-Розаріу
- Венда-ду-Піньєйру
- Граділ
- Енкарнасан
- Еншара-ду-Бішпу
- Ерісейра
- Ігрежа-Нова
- Карвуейра
- Мафра
- Малвейра
- Міляраду
- Санту-Ештеван-даш-Галеш
- Санту-Ізідору
- Собрал-да-Абельєйра
- Сан-Мігел-де-Алкаїнса
- Шелейруш

## Економіка, побут, транспорт
Селище має добре розвинуту транспортну мережу, з'єднане з Лісабоном швидкісною автомагістралью А-21 та з Сінтрою — автомобільною дорогою ІС-30.
Крім згаданого вище національного палацу, Мафра відома своїми курортами в районі селища Ерісейри, пляж якого рекомендований для дітей.

## Пам'ятки
- Мафрський палац — колишній францисканський монастир і королівський палац XVIII століття. Найбільша пам'ятка бароко в Португалії.